# Al Koran
Al Koran, su nombre real era Edward Doe, (East London ,4 de marzo de 1914-12 de junio de 1972) fue un mago / mentalista.
En 1945 se convirtió en el miembro más joven en recibir la mención «medalla de oro» de la Sociedad de Magos. Esto ocurrió después de elegir su seudónimo «Al Koran» y hacer de la magia un empleo a tiempo completo.
- 1948 inventó «The Jonah Card»
- 1954 «One Word in Thousands».
- 1967 —basándose en la Ball of Fortune (de Stawart James)— inventó el «Medallion».
- 1967 —adaptó el efecto y método de Willmann— creó el «Ring Flite».
- Inventó una baraja especial conocida como la «baraja Al Koran».

En enero de 1969, emigró a Estados Unidos. Primero vivió en Cleveland (Ohio) y luego en Chicago (Illinois). Intervino varias veces en el show de Ed Sullivan.

## Obras
Publicó varios libros:
- 1947: Mastered amazement: Mainly for the manipulator
- 1967: Al Koran's Professional Presentations
- 1976: The Magic of the Mind in Action
- 1988: Bring Out the Magic in Your Mind

Otros textos :
- Breese, Martin: The magic of Al Koran, 1984.
- Miller, Hugh: Al Koran’s legacy, 1973.